# Bukaresti szerződés (1916)

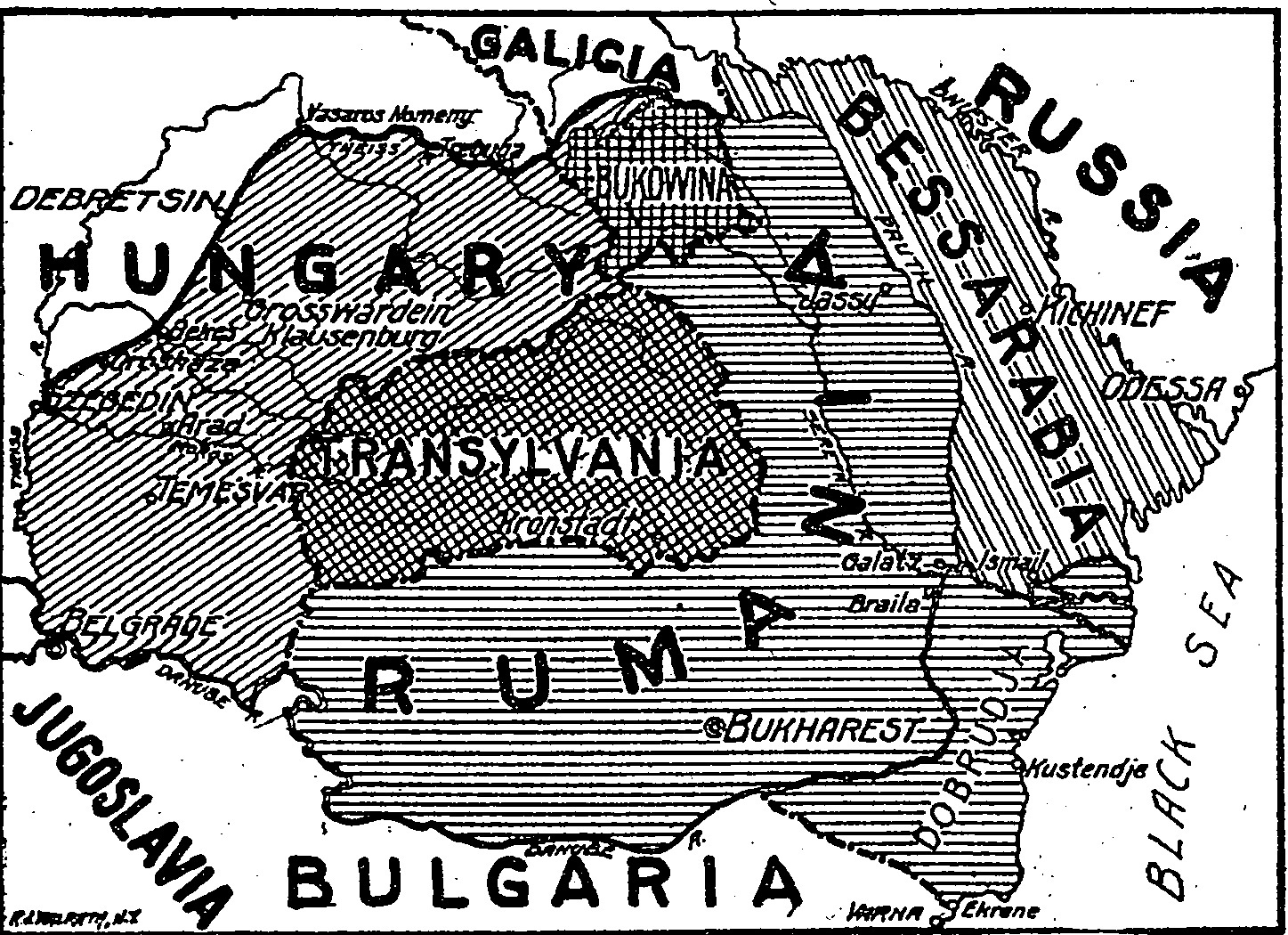
A románok igényei és a javasolt határvonalak.
(az 1916-os szerződésben még nem ígérték Besszarábiát Romániának).

Az Osztrák–Magyar Monarchia nemzetiségi-nyelvi térképe, 1910 (tájékoztatásul)

A bukaresti szerződés a Román Királyság és az Antant hatalmak között jött létre, amelyet 1916. augusztus 17-én írtak alá a román fővárosban. A szerződés meghatározta azokat a feltételeket, amelyek szerint Románia véget vet kétéves semlegességének, hadat üzen az antanthatalmak ellenségeinek és azonnal csatlakozik a világháborúhoz az Antant oldalán. Románia a háborúba lépésé feltételeként az Osztrák–Magyar Monarchia tartományaiból igényelt területeket és erre a szerződésben ígéretet is kapott. Az aláírók kötelezettséget vállaltak arra is, hogy a szerződés tartalmát titokban tartják, amíg az európai nagy háborút lezáró általános békemegállapodást meg nem kötik; egyben egyenlő jogokat biztosítanak a majdani béketárgyalásokon a román félnek a többi szerződővel.

## A tárgyalások
1915-ben Christopher Thomson alezredest –aki folyékonyan tudott franciául- Bukarestbe küldték brit katonai attaséként Kitchener hadügyminiszter kezdeményezésére, hogy Romániát vegye rá a háborúba lépésre. Az alezredes -miután felmérte a román erőket- arra a következtetésre jutott, hogy az Ausztria-Magyarország, Bulgária és Törökország elleni három frontos háborúra a teljesen felkészületlen és rosszul felfegyverzett román hadsereg inkább csak terhet jelentene, mint igazi segítséget az Antant hatalmaknak. Ezt a megállapítást a Whitehall(en) figyelmen kívül hagyta birodalmi érdekből és 1916. augusztus 13-án (előzetes) katonai egyezményt írtak alá Romániával. Thompsont a Brit Katonai Misszió vezetőjévé nevezték ki.

## A feltételek
A szerződésben rögzítik a pontos határokat: a háború előtti Románia határait biztosítják (I. cikkely) és ehhez hozzácsatolják azokat a területeket, amelyeket Ausztriától-Magyarországtól a IV. cikkelyben leírt határvonalig meghatároznak:
Ez a határvonal a jelenlegi határ Prutnál lévő pontjánál kezdődik, amelyik Románia és Oroszország határát jelenti Novoselitza(uk) közelében; majd a Prut folyását követi Galícia határáig, a Prut és a Caremos(uk) összefolyásáig. Ezután a határvonal követi Galicia és Bukovina, majd Galicia és Magyarország határát Slogig (1655-ös magaslat). E magaslati ponttól a Tisza és a Visó vízválasztóján halad Trebusa községig, amíg eléri a Tiszát,  innen a folyó jobb partján halad addig a határ, amíg a Visó egyesül a Tiszával. Ettől a ponttól kezdve lefelé a Tisza folyását követi a határ, egészen a Szamos beömlése után négy kilométerre található pontig - ez Vásárosnaményt Romániához csatolja- majd dél-délnyugati irányba Debrecentől hat kilométerre keletre található pontig tart. Irányát folytatja a határvonal a Körösig, majd a Fehér-Körös és a Sebes-Körös egyesülése után három kilométerre lévő pontig; innen Orosháza és Békéssámson községektől nyugatabbra, Szegedtől északra húzódik tovább, ahol egy kisebb ívet ír le és Algyőnél eléri a Tiszát. Ettől kezdve mindenütt a Tisza sodorvonalában halad a határ, egészen a Dunába ömléséig és végül a Duna vonalát követi Románia jelenlegi határáig.

## Képtár

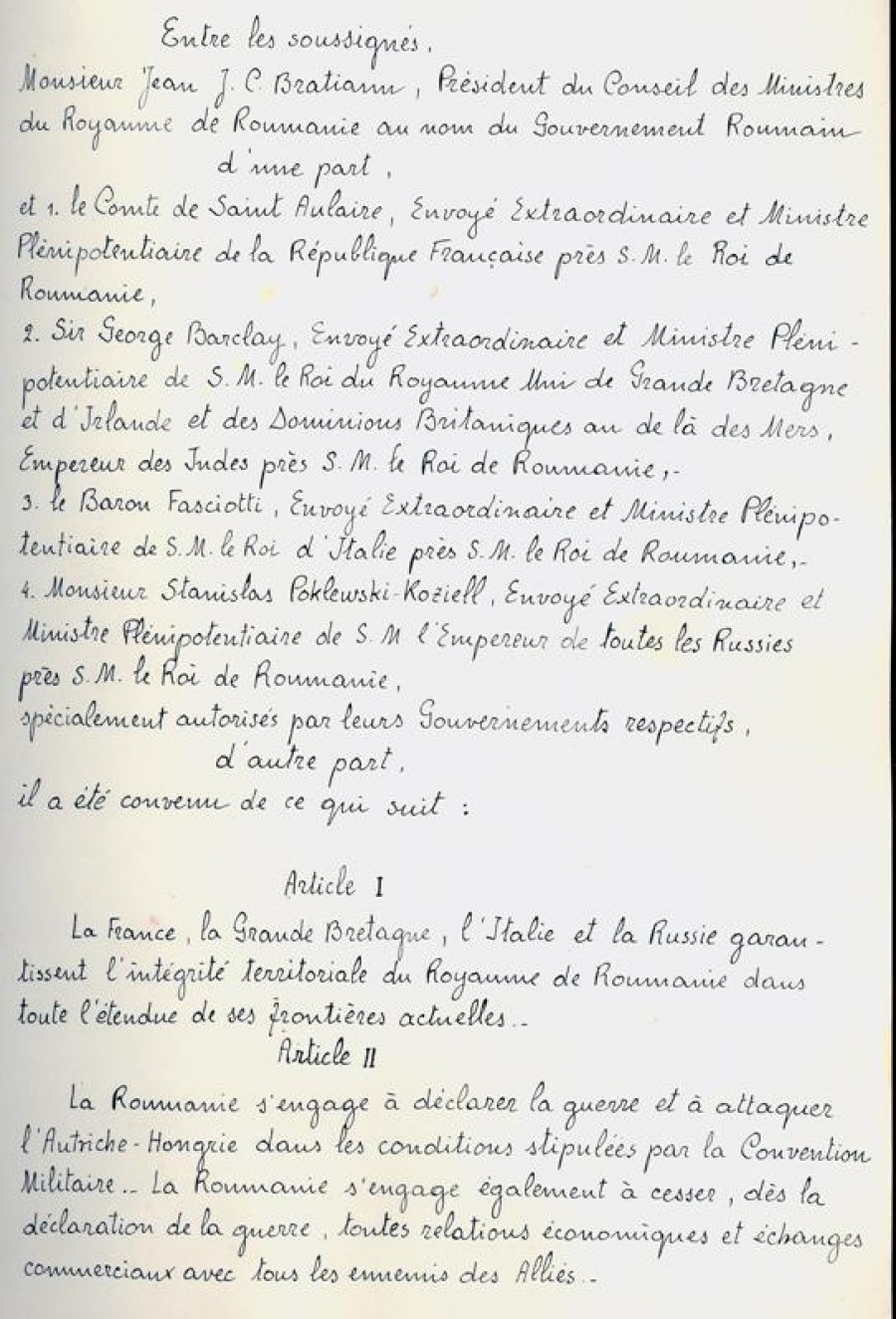
A politikai rész (1. oldal)
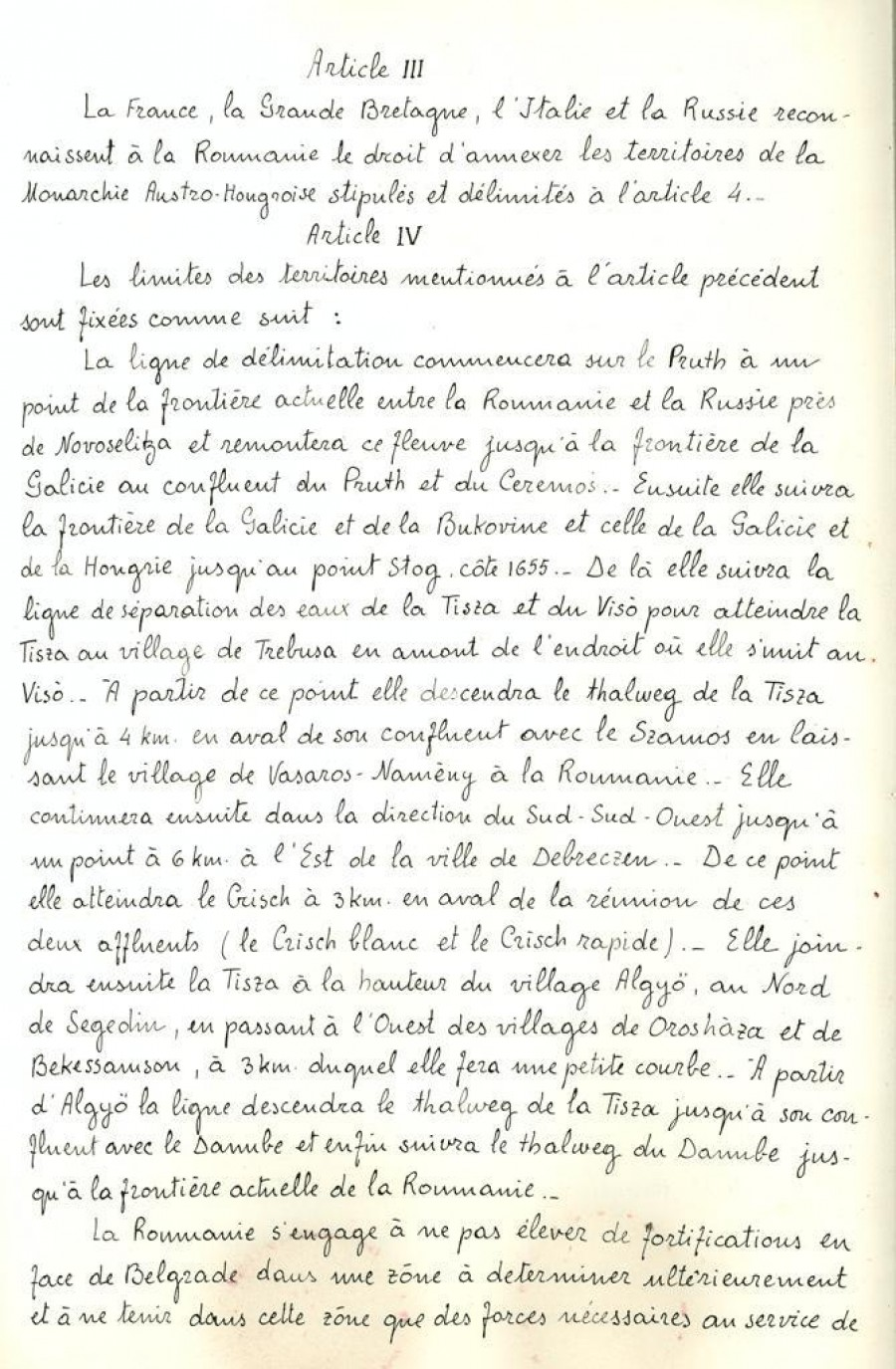
A politikai rész (2. oldal)
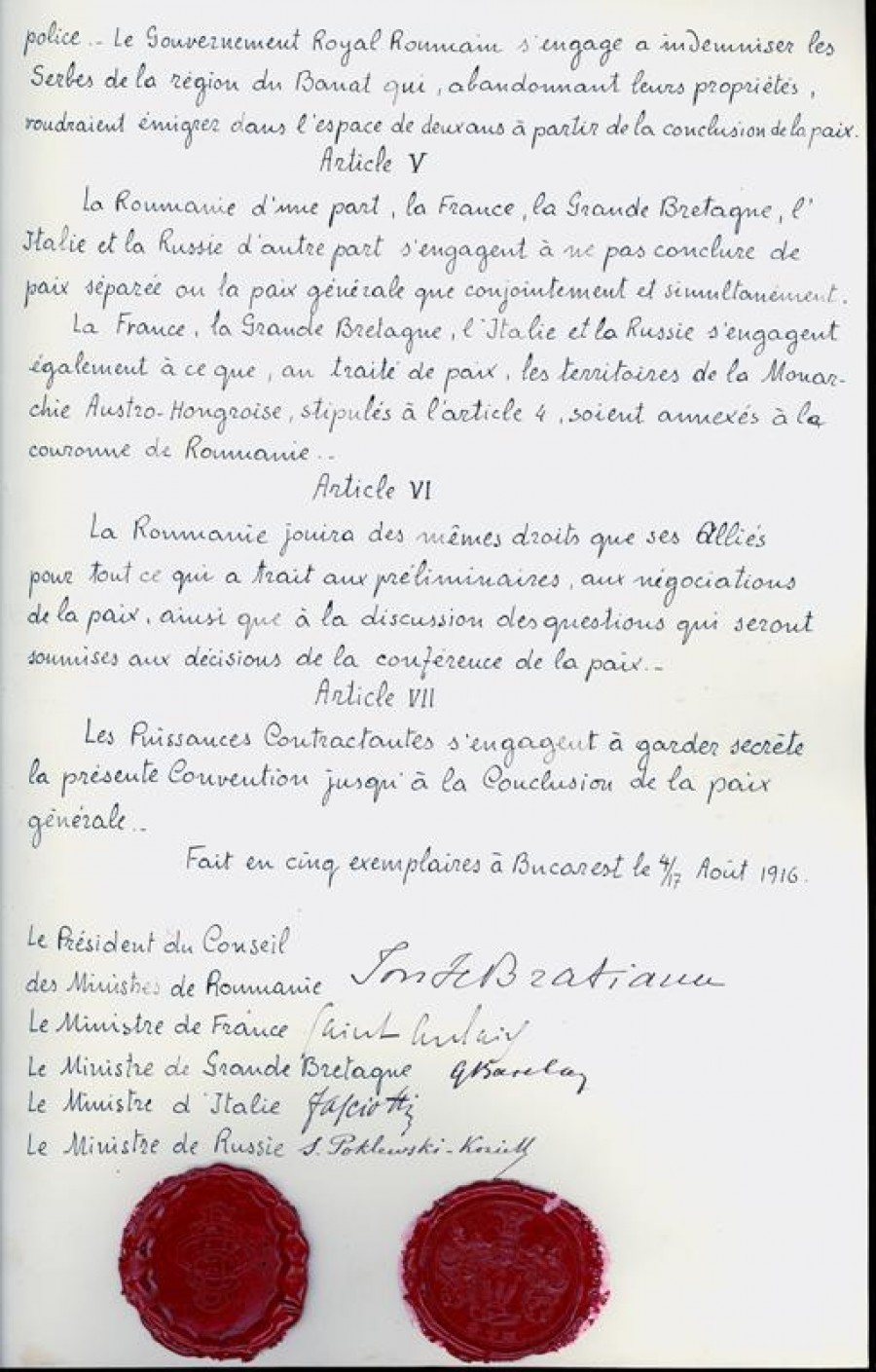
A politikai rész (3. oldal)
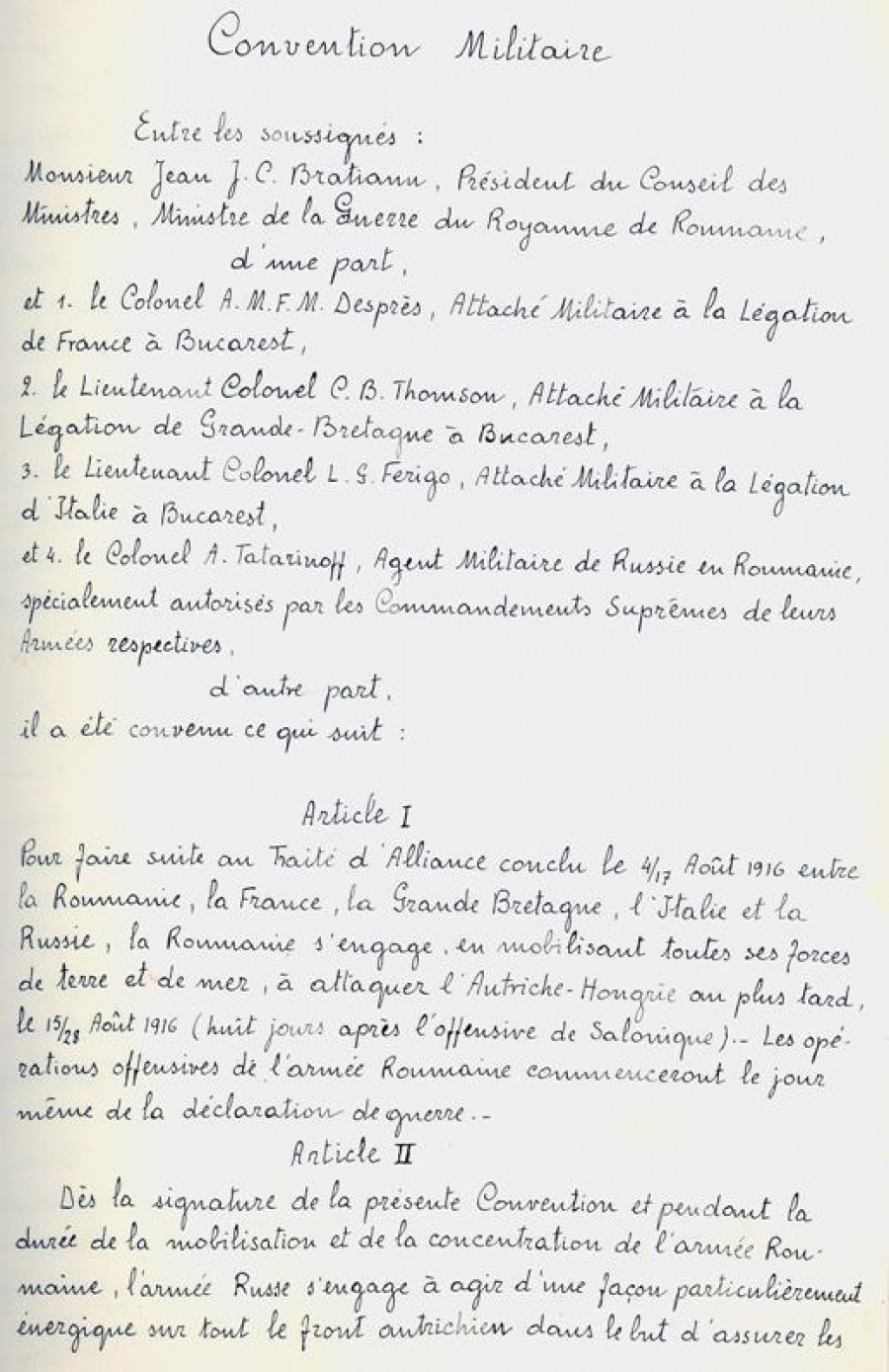
A katonai rész (1. oldal)
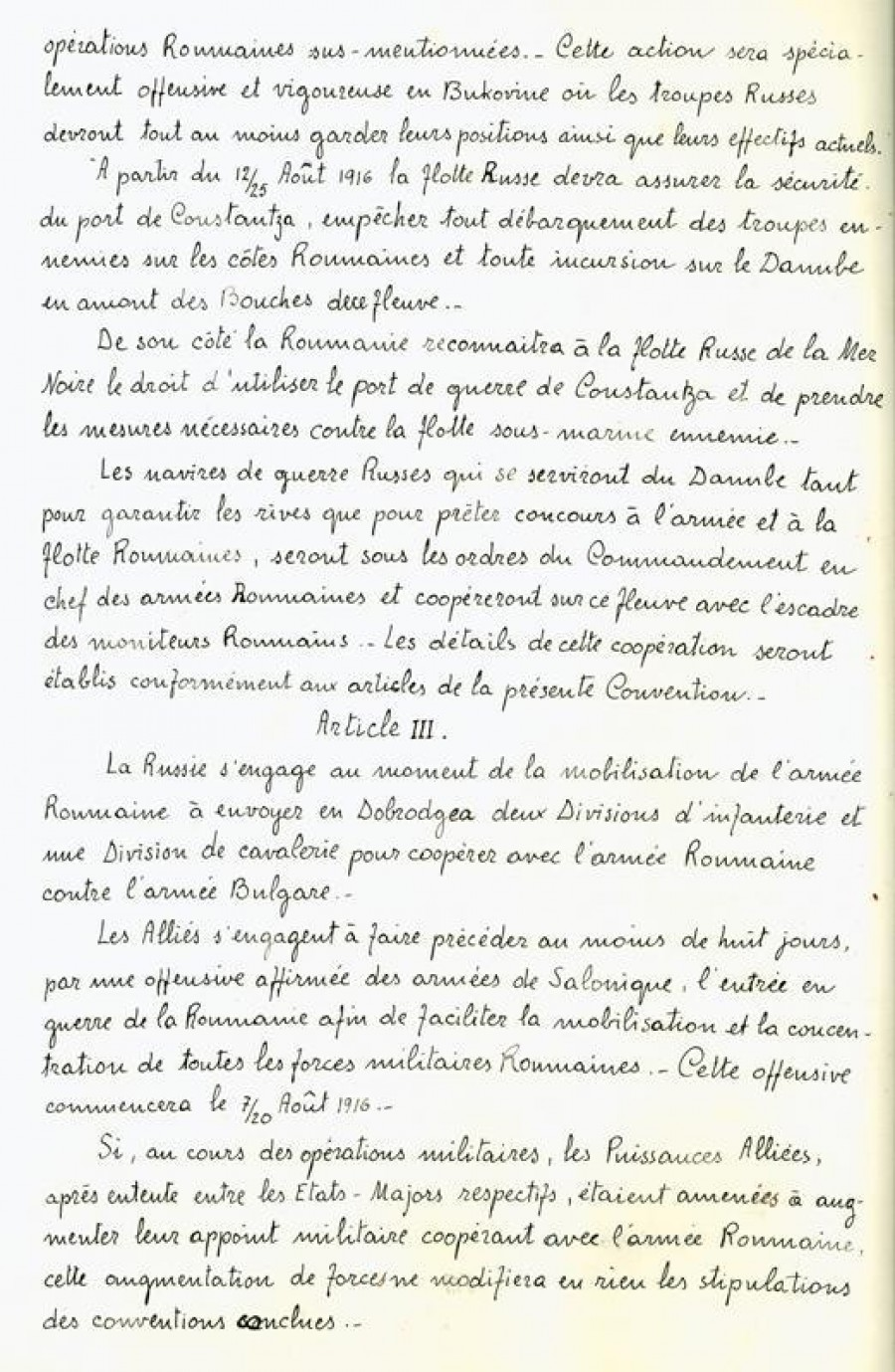
A katonai rész (2. oldal)
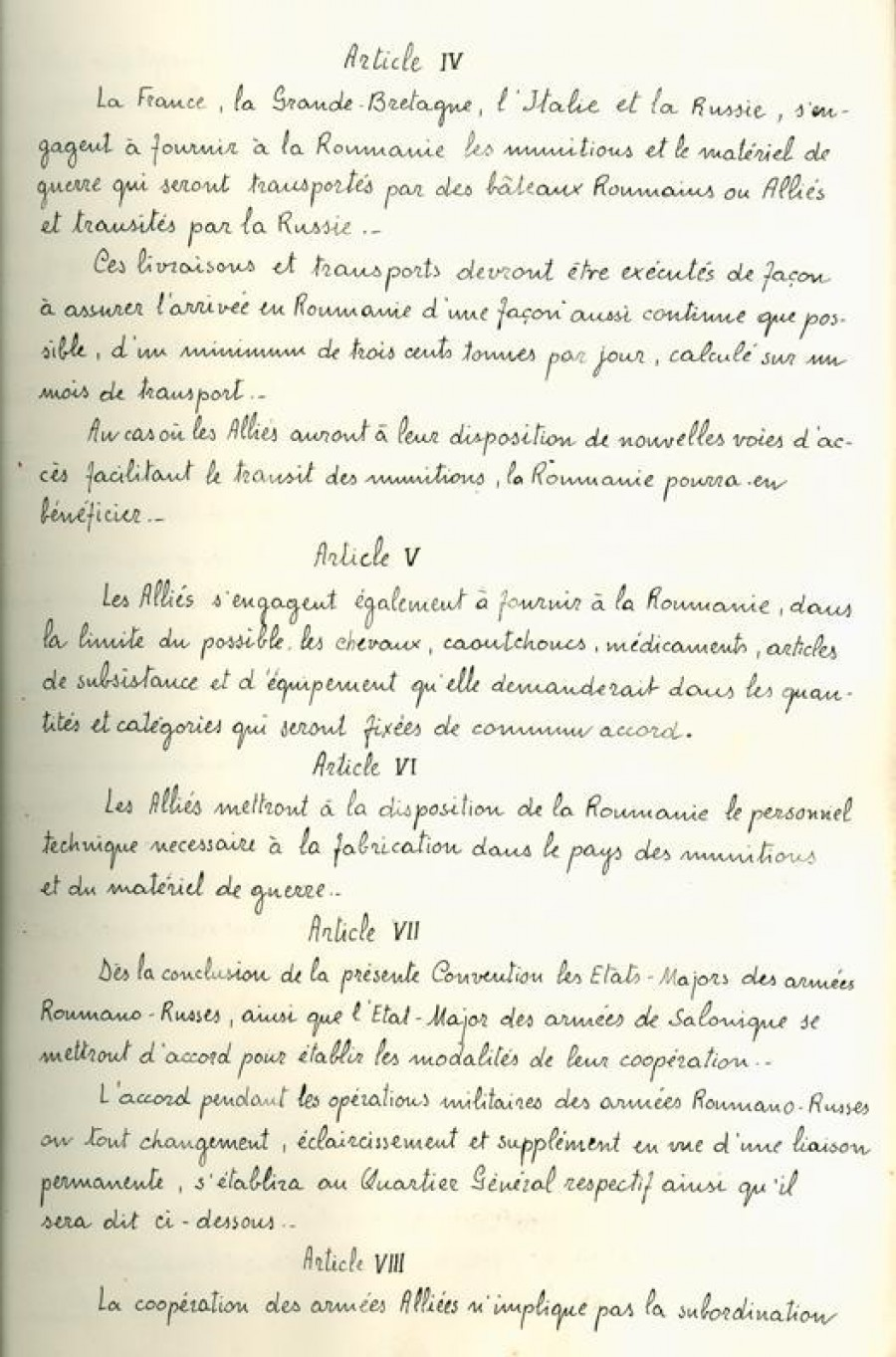
A katonai rész (3. oldal)

## Fordítás
Ez a szócikk részben vagy egészben  a   Treaty of Bucharest (1916) című angol Wikipédia-szócikk ezen változatának fordításán alapul.  Az eredeti cikk szerkesztőit annak laptörténete sorolja fel. Ez a jelzés csupán a megfogalmazás eredetét és a szerzői jogokat jelzi, nem szolgál a cikkben szereplő információk forrásmegjelöléseként.